# Skidsjön (Vilhelmina socken, Lappland)
Skidsjön är en sjö i Vilhelmina kommun i Lappland och ingår i Ångermanälvens huvudavrinningsområde. Sjön har en area på 0,187 kvadratkilometer och ligger 610,5 meter över havet. Skidsjön ligger i Marsfjället Natura 2000-område.

## Delavrinningsområde
Skidsjön ingår i det delavrinningsområde (721243-151353) som SMHI kallar för Utloppet av Skidsjön. Medelhöjden är 630 meter över havet och ytan är 1,01 kvadratkilometer. Det finns inga avrinningsområden uppströms utan avrinningsområdet är högsta punkten. Vattendraget som avvattnar avrinningsområdet har biflödesordning 3, vilket innebär att vattnet flödar genom totalt 3 vattendrag innan det når havet efter 380 kilometer. Avrinningsområdet består mestadels av skog (81 procent). Avrinningsområdet har 0,19 kvadratkilometer vattenytor vilket ger det en sjöprocent på 18,5 procent.